# داريل رايت
داريل رايت (بالإنجليزية: Darrell Wright)‏ هو لاعب كرة قدم أمريكية أمريكي، ولد في 30 ديسمبر 1979 في فورت بيرس في الولايات المتحدة.